# Menófilo el Damasceno
Menófilo el Damasceno o de Damasco (en griego Μενόφιλος) fue un poeta de la Antigua Grecia. No conocemos nada de su vida, solo que fue autor de un poema citado por Estobeo.
Se conservan 15 hexámetros del poema titulado «Bucles» (en griego Πλοκαμῖδες), que trata sobre la belleza de un mechón de pelo. El poema tiene ecos de Homero y Hesíodo. Resulta paródico, por la grandeza de la expresión utilizada para glosar un motivo tan nimio; este tipo de composiciones es habitual en la poesía alejandrina.